# Kralendijk

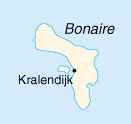
Kralendijk, Bonaire

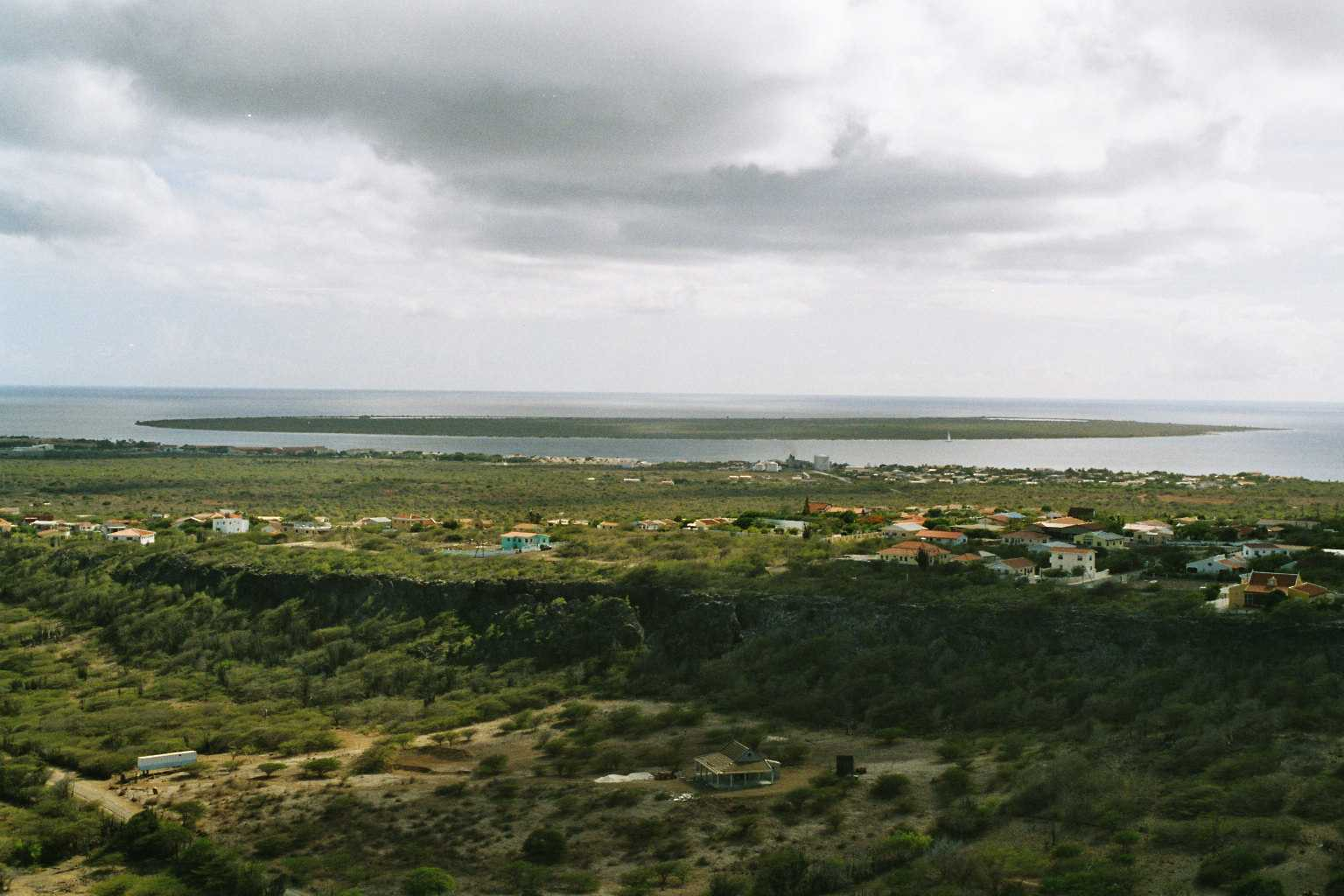
Vista de Kralendijk i de Klein Bonaire des de Seru Largu

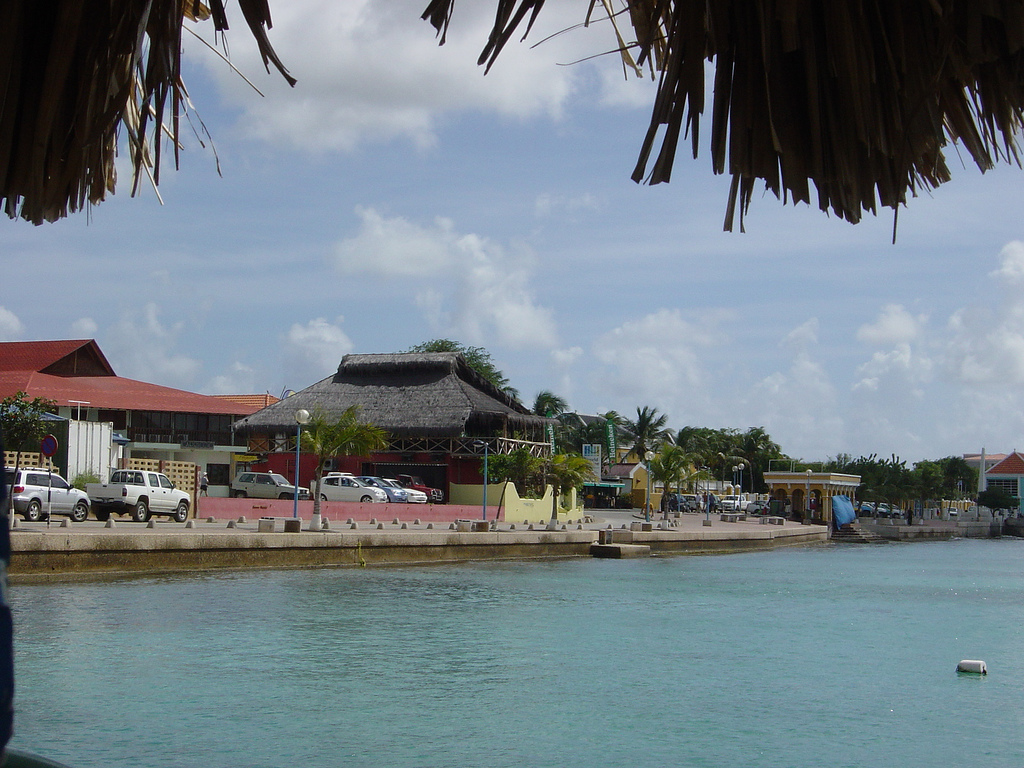
Vista de la riba amb el Mercat del peix i el monument en commemoració de la II Guerra Mundial

Kralendijk és la capital i el port principal de l'illa de Bonaire, a les Antilles Neerlandeses. La llengua que es parla a la ciutat és el papiamento, però el neerlandès i l'anglès hi són molt freqüents. En neerlandès, el nom de la ciutat vol dir "barrera de corall" o "dic de corall". El nom en papiamento de la ciutat és Playa. L'any 2006 hi vivien 3.061 persones.
Al davant de la costa de Kralendijk hi ha l'illa deshabitada de Klein Bonaire, que és un paradís del submarinisme. S'hi pot arribar amb taxi aquàtic.